# Sekou Berthé
Pour les articles homonymes, voir Berthé.
Sekou Berthé est un footballeur malien né le 7 octobre 1977 à Bamako (Mali). Il  est actuellement arrière central.

## Biographie
Formé à Monaco, il a joué ensuite quatre saisons à Troyes et joué 29 matchs de L1. En septembre 2003, il va à West Bromwich Albion où il ne fait que quelques apparitions en Premier League. International, il est suspendu pendant huit mois à la suite d'insultes et d'une agression envers un arbitre le 18 juin 2005 lors de la rencontre Zambie-Mali comptant pour les éliminatoires combinées CAN-Mondial 2006. En fin de contrat avec West Bromwich Albion, il ne retrouve un club qu'en juillet 2006: il signe alors avec le Panionios Athènes.

## Carrière de joueur
- 1994-1997 : Djoliba AC
- 1997-1999 : AS Monaco
- 1999-1999 : Tours FC
- 1999-2003 : ES Troyes AC
- 2003-2005 : West Bromwich Albion
- 2006-2009 : Paniónios GSS
- 2009-2010 : Bakaridjan de baroueli
- 2010-2011 : Persépolis Téhéran

## Palmarès
- Coupe d'Iran :
  - Vainqueur : 2011.